# Александрувка (Силезское воеводство)
Александрувка (пол. Aleksandrówka)— село в Польше в Силезском воеводстве, Ченстоховском повете, гмине Пширув. В 1975—98 годах относилось к Ченстоховскому воеводству.

## Достопримечательности
В селе находится старинный монастырь сестёр доминиканок. Барочный костёл святой Анны построен в начале XVIII века. В часовне XVII века находится почитаемый образ святой Анны.
Монастырь находится в 35 километрах к востоку от Ченстоховы, на традиционном пути паломников к Ясна гуре. Поклонению святой Анне в этих местах насчитывается уже более 500 лет: в конце XV века в окрестных лесах произошёл ряд чудесных событий. В 1499 году по настоянию ксёндза из Пширува на дороге было установлено распятие, а чудеса не прекращались. В начале XVI  века здесь благодаря усилиям ольштынского старосты Павла из Щекоцин тут поставили часовню, посвящённую святой Анне с её деревянной фигурой, которая сохранилась и поныне.